# Korzeniec (województwo podkarpackie)
Korzeniec – wieś w Polsce położona w województwie podkarpackim, w powiecie przemyskim, w gminie Bircza. Leży na Pogórzu Przemyskim.
W latach 1975–1998 miejscowość administracyjnie należała do województwa przemyskiego.
Korzeniec leży nad potokiem Korzonką, dopływem Stupnicy, którego doliną prowadzi droga krajowa nr 28 przebiegająca równoleżnikowo od Pogórza Śląskiego do granicy z Ukrainą.
Droga ta łączy wieś z siedzibą gminy, a odległość drogowa wynosi 2 km. Na terenie wsi leży rezerwat przyrody Krępak. Zajmuje on powierzchnię 138,46 ha. Został utworzony w 1991 roku dla ochrony wartości, głównie lasu jodłowo-bukowego i odkrywki fliszu karpackiego wzgórza Krępak.

## Części wsi
| SIMC    | Nazwa       | Rodzaj     |
| ------- | ----------- | ---------- |
| 0599250 | Bartkowskie | część wsi  |
| 0599267 | Chomińskie  | część wsi  |
| 0599280 | Krępak      | przysiółek |
| 0599296 | Łazy        | przysiółek |
| 0599273 | Wygon       | część wsi  |

Wieś powstała na początku XV wieku, a pierwsza o niej wzmianka pochodzi z roku 1464. W połowie XIX wieku właścicielem posiadłości tabularnej Korzeniec z Korzeniecką Wolą był Adam Kowalski. W drugiej połowie XIX wieku była własnością Kowalskich a większość mieszkańców była wyznania rzymskokatolickiego. Według spisu z roku 1880 wieś liczyła 558 mieszkańców. 
W II Rzeczypospolitej wieś położona powiecie dobromilskim województwa lwowskiego. 29 listopada 1945 r. większość gospodarstw, w tym ochronka sióstr służebniczek dla dzieci, została ograbiona i spalona przez  nacjonalistów ukraińskich z OUN-UPA, którzy zamordowali tutaj 12 Polaków. Z dawnych czasów zachowała się kapliczka z XIX w.
Wierni kościoła rzymskokatolickiego należą do parafii św. Stanisława Kostki w Birczy.